# Auf Biegen & Brechen
Auf Biegen & Brechen ist das erste Studioalbum der deutschen Rock-/Rap-/Metal-Band Weimar. Es erschien am 20. Mai 2022 über das Label Universal Music. Am 18. August 2023 wurde es von der Band über ihr eigenes Label Weimar als Extended Edition, inklusive zahlreicher Liveversionen, wiederveröffentlicht.

## Covergestaltung
Das Albumcover zeigt den bunten Schriftzug Weimar auf dunkelgrauem Hintergrund. Der Titel Auf Biegen & Brechen befindet sich in Weiß am unteren Bildrand.

## Titelliste
| #  | Titel                      | Länge |
| -- | -------------------------- | ----- |
| 1  | Bester Feind               | 3:41  |
| 2  | Als gäb’s kein Morgen mehr | 3:49  |
| 3  | Anders als die Andern      | 3:16  |
| 4  | Ich glaube                 | 3:55  |
| 5  | Von Wölfen und Ratten      | 3:27  |
| 6  | Geistige Minen             | 3:11  |
| 7  | Weimar                     | 2:55  |
| 8  | Im Wahnsinn gefangen       | 4:01  |
| 9  | Alles Lüge                 | 3:24  |
| 10 | Zusammen                   | 3:18  |
| 11 | Zahme Vögel                | 3:43  |
| 12 | Zur Freiheit               | 3:39  |

## Chartplatzierungen und Singles
Auf Biegen & Brechen stieg am 27. Mai 2022 auf Platz fünf in die deutschen Albumcharts ein und belegte in der folgenden Woche Rang 42, bevor es vorerst die Top 100 verließ. Seine beste Chartplatzierung erreichte das Album nach Wiederveröffentlichung mit einem Wiedereinstieg am 25. August 2023 auf Platz zwei, wo es sich lediglich Hollywood von Madsen geschlagen geben musste. In Österreich und der Schweiz erreichte das Album jeweils Position 44 und hielt sich eine Woche in den Charts.
| ChartsChartplatzierungen | Höchstplatzierung | Wochen |
| ------------------------ | ----------------- | ------ |
| Deutschland (GfK)        | 2 (4 Wo.)         | 4      |
| Österreich (Ö3)          | 44 (1 Wo.)        | 1      |
| Schweiz (IFPI)           | 44 (1 Wo.)        | 1      |

Bereits am 13. August 2021 wurde das Lied Bester Feind als erste Single des Albums veröffentlicht. Es folgten die Auskopplungen Von Wölfen und Ratten, Im Wahnsinn gefangen, Anders als die Andern, Als gäb’s kein Morgen mehr, Alles Lüge und Ich glaube. Zu allen sieben Singles, die sich nicht in den Charts platzieren konnten, wurden auch Musikvideos gedreht.

## Rezeption
| Professionelle Bewertungen | Professionelle Bewertungen |
| -------------------------- | -------------------------- |
| Kritiken                   |                            |
| Quelle                     | Bewertung                  |
| laut.de                    | [ 6 ]                      |
| earshot.at                 | [ 7 ]                      |
| metalfactory.ch            | [ 8 ]                      |

Toni Hennig von laut.de bewertete Auf Biegen & Brechen mit einem von möglichen fünf Punkten. Die Band sorge „mit ihrer Mischung aus rasanten Riffs, bissigen Texten, rotzigem Gesang, Rap-Einlagen und Synthie-Einsprengseln in Deutschrock-Kreisen für Furore.“ Teils erinnerten die Refrains an die Böhsen Onkelz. Doch biedere sich das Album inhaltlich auch „der braunen und der Querdenker-Szene an.“ So würden unter anderem die Medien als „gekaufte Marionetten“ dargestellt, die „allesamt manipuliert“ seien. Weitere Inhalte bestünden aus „Opfermentalität und plumper Provokation.“ Aufgrund dessen gerieten „die musikalischen Fähigkeiten bei so einem fraglichen Gesamtpaket zur Nebensache.“